# Мьоуифьордюр
Мьоуифьордюр (исл. Mjóifjörður), известная также как Бреккюторп (исл. Brekkuþorp) — деревня (до 2006 года имела также статус общины) на востоке Исландии. Входит в состав общины Фьярдабигд. Население Мьоуифьордюра составляет 35 человек по состоянию на 2008 год. Считается одним из самых маленьких населённых пунктов Исландии.
Мьоуифьордюр был основан в XX веке как норвежская китобойная станция, при которой жили её рабочие. В пятидесятых годах здесь был построен маяк «Далатанги».